# Đảo Somerset (Nunavut)

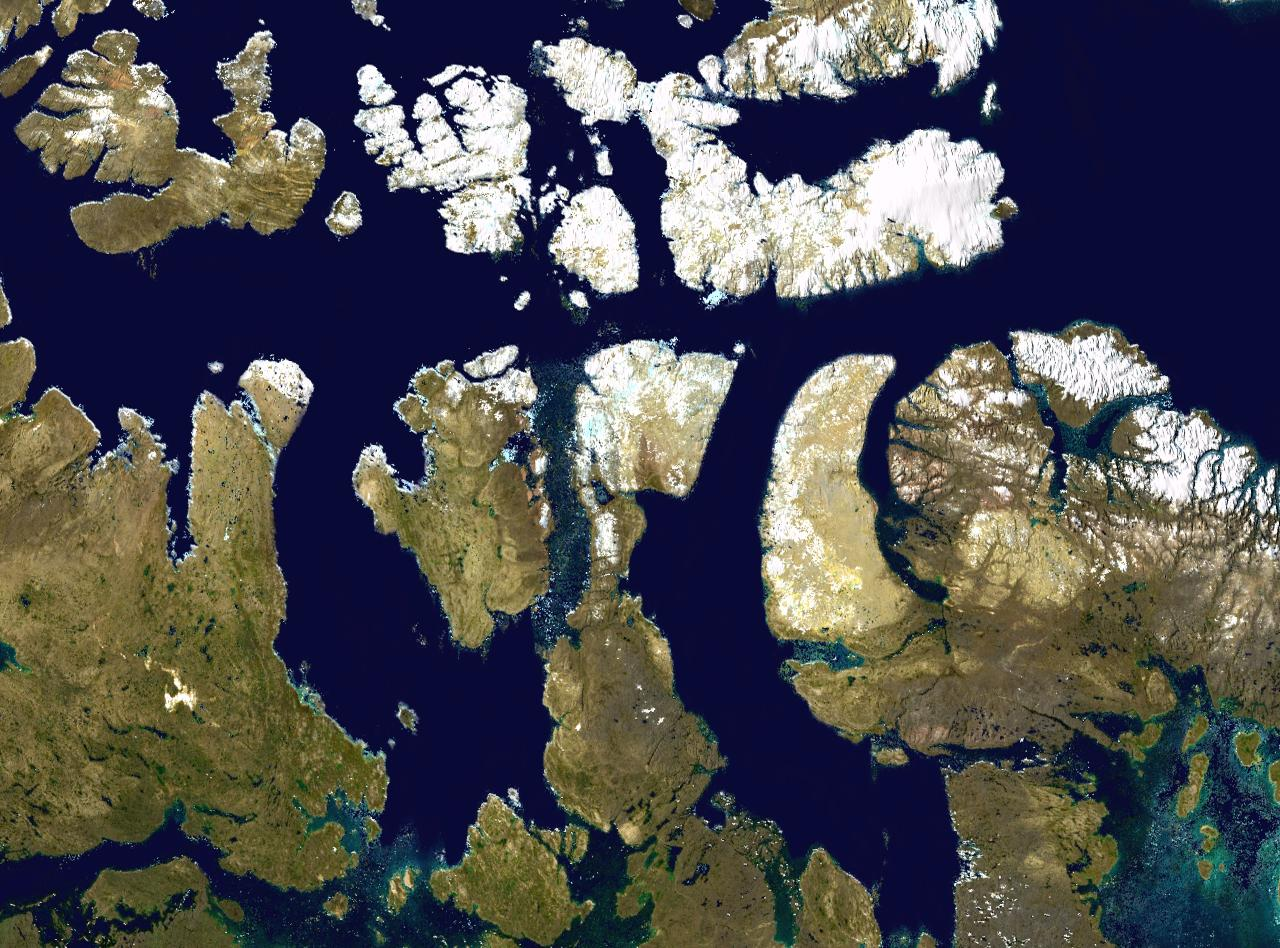
Ảnh vệ tinh của đảo Somerset và các đảo gần đó

Trong quần đảo Bắc Cực thuộc Canada, đảo Somerset (Tiếng Inuktitut Kuganajuup Qikiqtanga) là một hòn đảo lớn, không có người ở thường xuyên, cách  2 km (1,2 mi) về phía Eo biển Bellot rộng từ Bán đảo Boothia ở Vùng Qikiqtaaluk của Nunavut, Canada, nằm giữa Peel Sound (nằm trên đảo Prince of Wales) và Prince Regent Inlet (nằm trên đảo Baffin). Nó có diện tích 24.786 km2 (9.570 dặm vuông Anh), nó là hòn đảo lớn thứ 46 trên thế giới và là hòn đảo lớn thứ mười hai của Canada.

## Lịch sử
Vào khoảng năm 1000 sau Công nguyên, bờ biển phía bắc của đảo Somerset là nơi sinh sống của người Thule, bằng chứng là xương cá voi, đường hầm và tàn tích đá.
William Edward Parry là người châu Âu đầu tiên phát hiện hòn đảo vào năm 1819.
HMS Fury là một tàu thăm dò Bắc cực do Henry Parkyns Hoppner chỉ huy. Nó đã bị hư hại bởi băng trong khi đang cố gắng luồn lách qua b ngvà bị bỏ rơi vào ngày 25 tháng 8 năm 1825, tại nơi được gọi là Bãi biển Fury trên Đảo Somerset. Các hàng hóa của tàu đã được dỡ xuống bãi biển và sau đó nhờ đến giải cứu của John Ross, tàu của anh ta đã bị mất ở phía nam trong Vịnh Boothia trong chuyến thám hiểm năm 1829 của mình.
James Clark Ross là cháu trai của John Ross, và đi cùng ông trong chuyến thám hiểm năm 1829. Cuối năm 1848, James Clark Ross trở lại đảo Somerset, bỏ lại Clark Ross bằng cách hạ cánh hai tàu ở cảng Leopold trên bờ biển phía đông bắc đến mùa đông. Vào tháng 4 năm sau, ông đã khởi động một cuộc thám hiểm hòn đảo bằng xe trượt tuyết.
Roald Amundsen đã đi qua đoạn đường giữa Đảo Somerset và Đảo Hoàng tử xứ Wales ở Gjøa trong chuyến đi đầu tiên qua Đoạn đường Tây Bắc năm 1904. Henry Larsen cũng đã đi qua đoạn đường này, ở St Roch trong chuyến quá cảnh thành công thứ hai vào năm 1943. Nhưng anh ta thấy tuyến đường này rất nguy hiểm, và cũng quá khó khăn cho việc đi lại tphục vụ hương mại.
Trụ sở giao dịch Fort Ros được thành lập và điều hành bởi Công ty Vịnh Hudson từ năm 1937-1948. Khi nó bị đóng cửa, hòn đảo không có người ở thường xuyên ngoại trừ việc thỉnh thoảng cửa hàng cũ và nhà quản lý được sử dụng làm nơi trú ẩn của thợ săn Inuit đến từ Taloyoak và một khu định cư nhỏ tại Vịnh Creswell, sau năm 1967 chỉ bao gồm gia đình Timothy Idlout và Naomi Năng. Gia đình Idlout rời đảo Somerset vào năm 1991, khiến nó hoàn toàn không có người ở. Năm 2006, The National của CBC đã đưa Fort Ross vào một loạt đặc biệt tập trung vào biến đổi khí hậu.

## Du lịch
Arctic Watch Lodge, một công ty du lịch đợc thành lập vào năm 1992, nằm trên đảo Somerset. Đồng hồ Bắc cực được xây dựng tại Cuckyham Inlet vì số lượng lớn cá voi beluga tụ tập tại đó vào mùa hè. Arctic Watch Lodge được vận hành bởi Richard Weber và Josée Auclair.